# Adoretus saleemi
Adoretus saleemi är en skalbaggsart som beskrevs av Abdullah och Roohi 1968. Adoretus saleemi ingår i släktet Adoretus och familjen Rutelidae. Inga underarter finns listade i Catalogue of Life.